# Sampun
Sampun is een bestuurslaag in het regentschap Karo van de provincie Noord-Sumatra, Indonesië. Sampun telt 1708 inwoners (volkstelling 2010).